# پرمجی
پرمجی (انگلیسی: Premji؛ ۲۳ سپتامبر ۱۹۰۸ – ۱۰ اوت ۱۹۹۸) نویسنده و هنرپیشه اهل هند بود. وی با نام ام. پی. باتاتیریپاد نیز شناخته می‌شود.
همچنین برندهٔ جوایزی همچون جایزه ملی فیلم بهترین بازیگر مرد و جایزه فیلم‌فیر جنوب بهترین بازیگر مرد مالایالمی شده است.
او در فیلم رابطه بازی کرده است.